# Linda Thompson (Folksängerin)

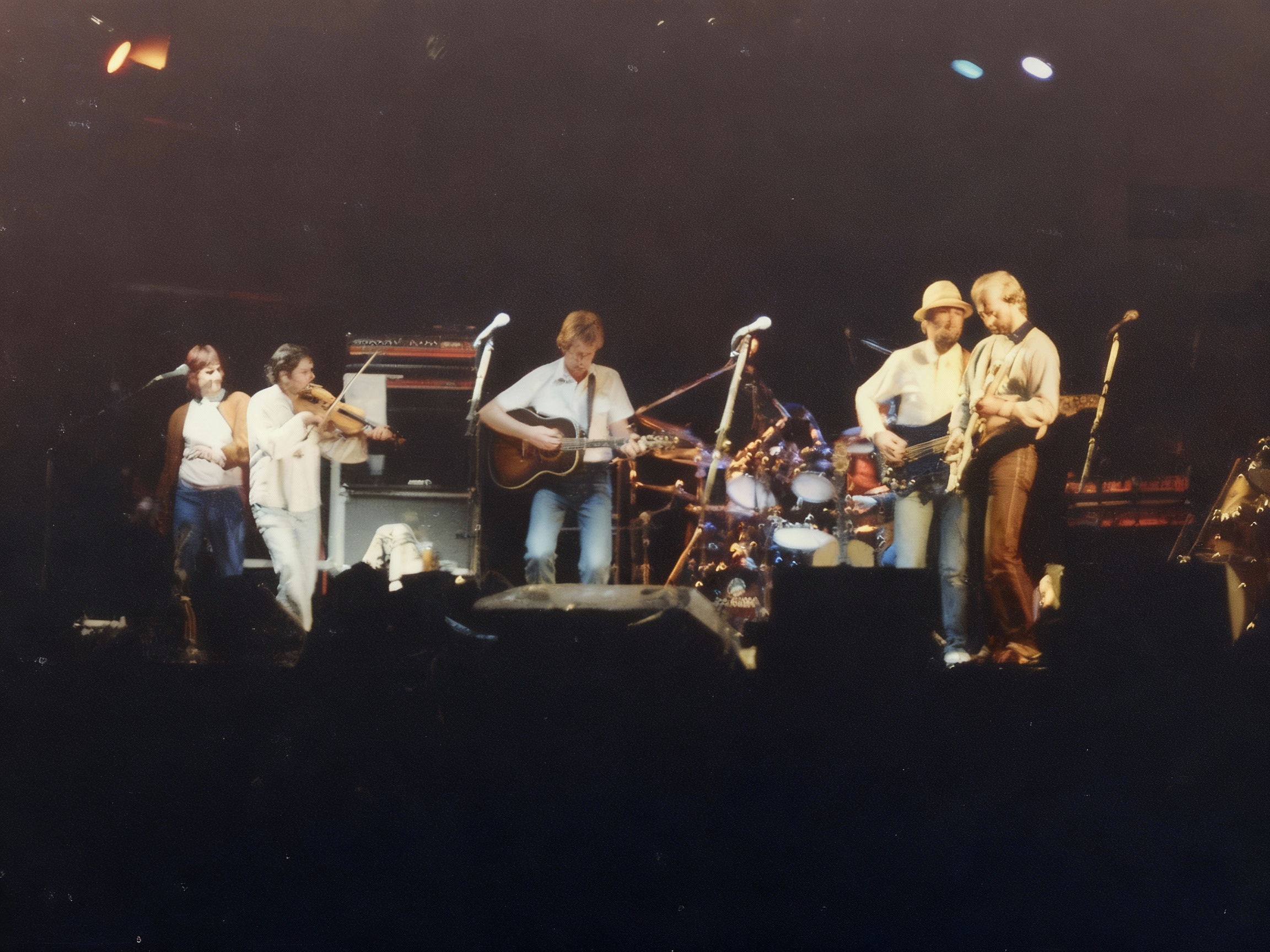
Linda Thompson (links) bei Fairport Convention 1982.

Linda Thompson (geb. Pettifer; auch bekannt als Linda Peters; * 23. August 1947 im London Borough of Hackney) ist eine britische Folk-Sängerin.

## Leben und Wirken
Unter dem Namen Linda Peters nahm sie als eine Hälfte des Duos Paul & Linda zusammen mit Paul McNeill 1968 zwei Singles auf, die beide floppten. Nachdem sie sich dann einige Jahre als Session-Musikerin und Sängerin in Folk-Clubs betätigt hatte, schloss sie sich Ende 1971 mit verschiedenen Größen der britischen Folkrock-Szene zu der kurzlebigen Band The Bunch zusammen, auf deren einzigem Album Rock On sie mitspielte. Dort arbeitete sie erstmals mit Richard Thompson zusammen, den sie bereits 1969 kennengelernt hatte.
1972 unterstützte sie Thompson auf dessen Solo-Debüt Henry the Human Fly, und schließlich heirateten die beiden. 1974 veröffentlichten Richard und Linda Thompson mit I Want to See the Bright Lights Tonight ihr erstes gemeinsames Album, dem noch viele weitere folgten (für nähere Informationen dazu siehe Richard Thompson). 1982, nach der Veröffentlichung von Shoot out the Lights, dem erfolgreichsten Album des Paares, trennten sich die beiden jedoch überraschend, sowohl auf musikalischer als auch auf persönlicher Ebene.
In den Folgejahren betätigte sich Linda Thompson dann als Schauspielerin im Theater, bis sie 1985 einen Vertrag mit Warner Brothers unterschrieb. Als Folge dessen erschien noch im selben Jahr ihr Solo-Debüt One Clear Moment. Einer weiteren Gesangskarriere stand jedoch eine psychische Störung im Wege, die es Thompson manchmal unmöglich machte, zu sprechen oder auch zu singen. Aufgrund dieses Problemes musste auch ein Projekt für CBS Records in den späten 1980ern abgebrochen werden.
Thompson zog sich daraufhin aus der Musikszene zurück und eröffnete in London einen Juwelierladen. Außerdem betätigte sie sich weiterhin als Songschreiberin. So schrieb sie zusammen mit Betsy Cook den Country-Song Telling Me Lies, der 1987 auf Dolly Partons, Linda Ronstadts und Emmylou Harris’ Trio erschien und der für einen Grammy nominiert wurde. 2002 erschien dann nach 17-jähriger Studiopause Fashionably Late, ein zweites Solowerk Thompsons, die inzwischen ihre Stimme wiedergefunden hatte.
2007 folgte die CD Versatile Heart, die neben traditionellen Folksongs und eigenen Kompositionen auch das Lied Beauty enthält, das Rufus Wainwright eigens für sie geschrieben hat, und auf dem sie von Antony begleitet wird.
Mit dem 2013er Album "Won't Be Long Now" verstummte die Sängerin aufgrund ihrer spasmodischen Dysphonie jedoch schlussendlich.
2024 folgte mit "Proxy Music" ein Album, auf welchem die inzwischen 76-Jährige die meisten Songs gemeinsam mit ihrem Sohn Teddy Thompson schrieb. Die Lieder darauf werden von ihrer Familie und Freunden gesungen, so zum Beispiel von Rufus Wainwright, John Grant, The Proclaimers und Thompsons Ex-Mann Richard.

## Diskografie
Richard and Linda Thompson
- 1974: I Want To See The Bright Lights Tonight (UK: Silber)[3]
- 1975: Hokey Pokey
- 1975: Pour Down Like Silver
- 1978: First Light
- 1979: Sunnyvista
- 1982: Shoot Out The Lights
- 2020: Hard Luck Stories (1972–1982)

Richard and Linda Thompson (live)
- In Concert 1975 (nicht veröffentlicht bis 2007)

Soloalben
- 1985: One Clear Moment
- 1996: Dreams Fly Away
- 2001: Give Me A Sad Song
- 2002: Fashionably Late
- 2007: Versatile Heart
- 2013: Won't be long now
- 2024: Proxy Music

Singles – Richard and Linda Thompson
- 1974: I Want to See The Bright Lights Tonight / When I Get to the Border
- 1975: Hokey Pokey / I'll Regret it in the Morning
- 1978: Don't Let a Thief Steal Into Your Heart
- 1979: Georgie on the Spree / Civilisation